# Plan de restauration

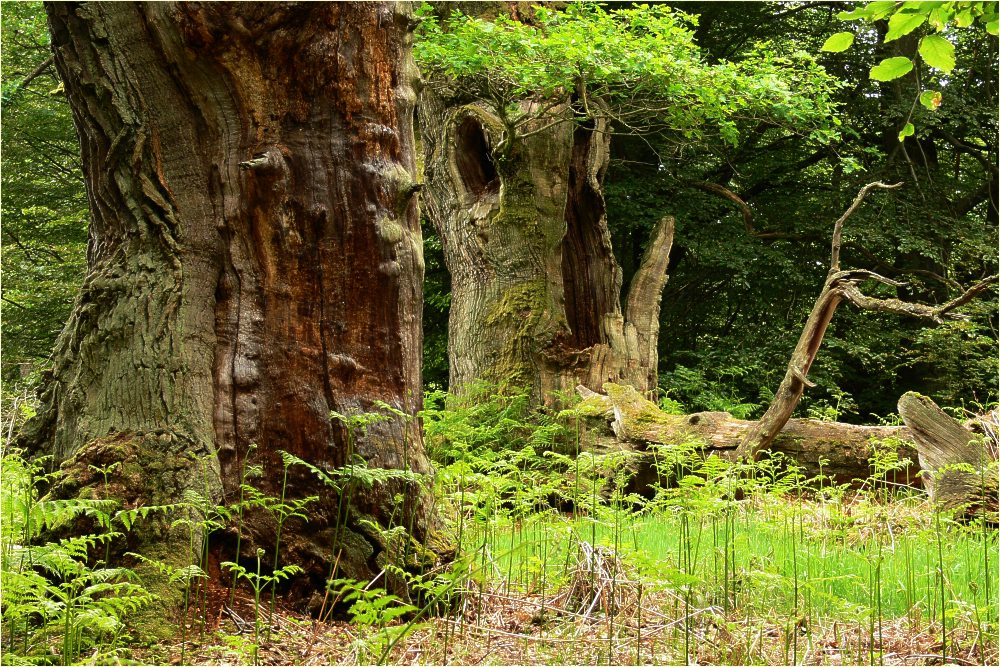
Les plans de restauration concernent souvent des espèces, mais parfois aussi des milieux particuliers (tels que par exemple les gros-bois, vieux-bois et bois-mort (objectif d'un des plans faisant suite au Grenelle de l'Environnement en France). Un tel plan devrait permettre de retrouver quelques arbres anciens, sénescents et morts de diamètres dépassant ceux qui intéressent l'exploitation commerciale, comme ceux qui ont survécu ici dans la hêtraie ancienne de Reinhardswald en Allemagne.

Un plan de restauration, ou plan national d'action (PNA en France) est, dans le domaine de l'écologie et de la biologie de la conservation, un plan visant, via une gestion restauratoire à restaurer une population viable (et donc aussi le cas échéant l'habitat) d'une espèce vulnérable, disparue ou en danger d'extinction. De manière générale, un plan de restauration peut être régional ou décliné localement.

## Contenus
Chaque plan définit et programme la mise en œuvre d'actions coordonnées, nécessaires à la restauration d’espèces menacées sur le territoire concernée (national et européen par exemple en Belgique). En France ses objectifs sont d'organiser la surveillance des populations et espèces concernées, de mettre en œuvre des « actions coordonnées favorables à la restauration ou au rétablissement de ces espèces ou de leurs habitats », d' « informer les acteurs concernés et le public et de faciliter l’intégration de la protection des espèces dans les activités humaines et dans les politiques publiques d’infrastructures ».
Il liste généralement :
- les éléments d'état des lieux disponibles sur l’espèce ou les espèces considérées, et notamment sur les causes de déclin ou de disparition locale de (ces) espèce(s) ;
- les objectifs à atteindre et les moyens humains et techniques, ainsi que les conditions à respecter pour les atteindre ;
- les opérations (hiérarchisées) prévues ou à prévoir de mise en œuvre sur le terrain, avec un calendrier indicatif ;
- l’évaluation des besoins financiers, et un plan de financement ;
- les conditions de faisabilité ou les moyens de les connaître si elles ne le sont pas déjà (dont conditions socioéconomiques lorsqu'il s'agit de grands animaux tels que par exemple l'éléphant, le rhinocéros, le bison ou l'ours), ou de grands carnivores (Lion, tigre) ou de carnivores de taille moyenne (loup, lynx..) ou d'espèces pouvant interagir avec l'économie locale (positivement et/ou négativement) et les communautés humaines vivant dans le territoire ;
- les principes et critères de choix scientifique, et protocoles techniques et scientifiques validés par une autorité environnementale (ministère de l'environnement en général, avec en France le Muséum national d'histoire naturelle (MNHN) et ses partenaires scientifiques) ;
- les opérateurs (acteurs locaux, experts, ONG locales ou internationales…) ;
- les zones de travail ;
- d'éventuels besoins de réintroductions (justifiés).

## Espèces-cibles
Un tel plan peut concerner toutes sortes d'espèces : animales, végétales ou fongiques. 
Certains plans ne concernent qu'une seule espèce (exemple : Liparis de Loesel), d'autres visant un groupe fonctionnel d'espèces (exemple : « Plan Odonates », Plan « vieux-bois/bois mort », « Pollinisateurs » ou « Plan Chiroptères » (déclinés en région) en France).
Il s'agit souvent d'espèces dites patrimoniales et parfois d'espèces considérées comme de la nature banale, mais en forte régression (exemple : hirondelle ou moineau domestique dans les grandes villes d'Europe de l'Ouest, ou abeilles), y compris d'espèces surexploitées que l'on souhaite « restaurer » pour leur valeur commerciale et/ou halieutique (esturgeon européen, cabillaud ou anguille d'Europe par exemple). L'objectif premier est généralement de contribuer à la restauration de la biodiversité, mais dans certains cas (restauration de populations viables d'abeilles pollinisatrices par exemple), l'enjeu est également économiquement crucial.

## Aires de travail
Un plan de restauration peut être local, régional, national ou bio-régional, et transfrontalier et/ou maritime le cas échéant. 
Pour des raisons écologiques et de pragmatisme, il est souvent « multi-échelle » (par exemple un plan national décliné en plans régionaux) et peut concerner plusieurs espèces. Ainsi, le « plan français de restauration des tortues marines des Antilles françaises » concerne des îles éloignées les unes des autres et plusieurs espèces migratrices (tortue imbriquée, tortue verte, tortue luth, tortue caouanne, tortue olivâtre). Il a donc été subdivisé en :
- un plan de restauration du râle des genêts en France métropolitaine[3] ;
- un plan de restauration des tortues marines de Guadeloupe ;
- un plan de restauration des tortues marines de Martinique ;
- un projet de programme de coopération internationale à développer à échelle géographique plus large, voire planétaire afin de mieux prendre en compte les métapopulations et la diversité génétique des espèces.

## Responsabilité
Il est généralement supervisé par l'autorité nationale chargée de la protection de la nature, mais il s'appuie sur un réseau coordonné de spécialistes, et de plus en plus sur une dynamique de large concertation.

## Conditions de réalisation
Les autorités responsables doivent trouver les compétences et le budget nécessaire. Elles recherchent, via un dispositif d'animation et d'évaluation une concertation approfondie avec les responsables et acteurs des secteurs agricole, sylvicole ou cynégétique ou halieutique lorsqu'ils sont éventuellement concernés par l'impact de la présence d'une espèce (ex : prédation sur troupeaux, nécessitant remboursement et/ou protection des troupeaux). 
Des études de terrain (dont d'écologie rétrospective le cas échéant) déterminent les zones concernées par le plan, en recherchant la meilleure compatibilité entre les besoins de l'espèce et ceux des populations locales. Les indemnisations en cas de dégâts sont souvent une des conditions posées par les acteurs locaux. Des aménagements locaux sont possibles (gardiennage,  clôtures, pas canadien, système de veille et d'alerte, etc.). À titre d'exemple, en France, le Plan Ours a été accompagné d'un « plan de soutien à l'économie de montagne » (PSEM).
Un protocole d'évaluation est associé à chaque plan, avec des mises à jour corrective, sur la base d'évaluations à mi parcours.

## Techniques utilisables pour les plans de restauration
Il existe plusieurs méthodes pour tirer des informations utiles à l’élaboration de plans de restauration, chacune présente des avantages et des inconvénients :
Les techniques traditionnelles sont les lignes de transects et les méthodes de quadrats. Cependant, ces méthodes sont coûteuses et nécessite beaucoup d’efforts ainsi que des ressources humaines importantes.
Pour cette raison, les technologies avancées de télédétection utilisant l’imagerie satellitaires sont majoritairement utilisées pour les études portant sur l'écologie. Elles ont l’avantage de fournir des réponses rapides et précises à moindre coûts. Cependant, elles présentent également des limitations quant à leur résolution qui ne permet pas de détecter et de distinguer les différentes espèces de végétation désertique par exemple.
L’idée de projet d’utilisation de drones comme technologies avancées à haute résolution ont été mis à l’épreuve afin de contrer les problèmes dus à la résolution de l’imagerie satellitaires. Une étude a montré que les drones pourraient être utilisés en complément des techniques actuellement utilisés. D’autres études seront nécessaires afin de pouvoir manier ce nouvel outil de façon optimale.

## Législation
Ces actions concernent généralement des espèces figurant sur des listes rouges d'espèces menacées et strictement protégées par plusieurs conventions internationales (CITES, convention de Berne…) et en Europe par des directives européennes (habitat faune, flore, OSPAR). Elles s'insèrent dans la charte mondiale de la nature (adoptée par l’Assemblée générale des Nations unies le 28 octobre 1982, qui reconnaît que la vie humaine « dépend du fonctionnement ininterrompu des systèmes naturels ». 
Des plans de conservation d'espèce à échelle européenne, par exemple pour l'esturgeon sont en cours d'établissement, dans le cadre de la convention de Berne. 
Ces plans sont donc précisément cadrés par le droit international et le droit de l'environnement local.

### Législation française
Ces plans étaient en France pour 2009 cadrés (à la suite du Grenelle de l'Environnement) par une circulaire d'août 2008, qui annonce une autre circulaire qui formalisera la doctrine et les modalités pour l’élaboration, la mise en œuvre, le suivi et l’évaluation de ces plans de restauration. Le MEEDDAT proposera annuellement une liste d’espèces prioritaires pour la faune et pour la flore.
En 2010, la loi Grenelle II a intégré dans le code de l'Environnement : les « plans nationaux d’action pour la conservation ou le rétablissement des espèces visées aux articles L. 411-1 et L. 411-2 (du code de l'environnement) ainsi que des espèces d’insectes pollinisateurs ».
- Ils sont « élaborés et, après consultation du public, mis en œuvre sur la base des données des instituts scientifiques compétents lorsque la situation biologique de ces espèces le justifie ».
- « Ces plans tiennent compte des exigences économiques, sociales et culturelles ainsi que des impératifs de la défense nationale ».
- « Les informations relatives aux actions prévues par les plans sont diffusées aux publics intéressés ; les informations prescrites leur sont également accessibles pendant toute la durée des plans, dans les secteurs géographiques pertinents ».

Un décret précisera, en tant que de besoin, les modalités d’application de la loi.

## Exemples

### En France
La France a à partir de 1996 et avec le MNHN initié des Plans de restauration nationaux pour certaines espèces en mauvais état de conservation. 
Dans le cadre de la Stratégie nationale pour la biodiversité adoptée en 2004 et des engagements français et européens à bloquer la perte de biodiversité avant 2010, la Direction de la Nature et des Paysages, au sein du ministère chargé de la protection de la nature a mis en place des plans de restauration nationaux pour un certain nombre d'espèces ou de groupes. 
Ces plans s'appuient sur les structures scientifiques nationales et locales, des acteurs de terrain et des budgets dédiés (abondés par des financements européens (voir mesures agri-environnementales notamment). 
Ils sont établis sous l'égide d'un Comité de Pilotage et validés à plusieurs échelles, par le CSRPN (Conseil scientifique régional du patrimoine naturel) puis par le CNPN (Conseil national de protection de la nature).
Le plan le plus connu du public est le « Plan Ours » visant la protection et le confortement de la population relictuelle des Pyrénées, en déclin rapide depuis les années 1940 (disparition totale des derniers ours du Vercors) et au bord de l'extinction dans les années 1980-1990. D'autres plans concernent par exemple :
- le tétras-lyre (Tetrao tetrix) ;
- le balbuzard ;
- le râle des genêts[3] ;
- l'esturgeon européen, (Acipenser sturio), dont 3 000 individus issus d'élevage ont été relâchés le 21 septembre 2007 en Dordogne.

Le dernier plan prévu pour 2008 concernait le Râle des genêts ; coordonné par la DIREN Pays de la Loire en 2008, il met à jour les informations disponibles via une enquête préliminaire sur les actions déjà conduite pour sauvegarder cette espèce et/ou son habitat naturel (les prairies des zones humides à hautes herbes) :
- Taxus baccata en Corse (habitat prioritaire européen)[7] ;
- les territoires d'outre-mer en développaient aussi (exemple : Plan de restauration des tortues marines des antilles françaises[8], porté par l'ONCFS).

Le Grenelle de l’environnement dans son programme visant à « stopper la perte de la biodiversité » a en 2008 proposé des plans de conservations et de restauration (pour cinq ans) pour 131 espèces en danger critique d’extinction sur la liste rouge mondiale de l’UICN, dont plus de la moitié (70 espèces) sont des plantes. 
Sur ces 131 espèces, 44 vivent en métropole et 87 en outre-mer, dont 53 en Polynésie française et 35 en Nouvelle-Calédonie.
9 espèces animales sont strictement marines, avec des actions de gestion relevant de la politique des pêches.
Le ministère de l'Écologie est chargé d'établir régulièrement des Plans nationaux d’actions (PNA) en faveur des espèces menacées.
Par exemple en 2009, 15 espèces ont été retenues dont 2 étaient déjà l’objet d’un plan en 2008 (Margaritifera margaritifera (moule d’eau douce) et Zanthoxylum heterophyllum (bois de poivre). 13 autres plans étaient prévus dont 7 à initier en 2009.

#### Espèces dites «Grenelle» avec plan de restauration prévu en 2009[11]
Flore
- Anchusa crispa (France métropolitaine)
- Astrocaryum minus (Guyane)
- Bactris nancibaensis (Guyane)
- Une des espèces suivantes devait à la Réunion être choisie par les autorités locales de l’État, parmi : 
  - Acanthophoenix rubra (palmier endémique des forêts hygrophiles de basse altitude de la côte au vent de l’île Maurice et de l’île de la Réunion) ;
  - Bryopteris gaudichaudii (leujeunéacée faisant partie des hépathiques épiphytes des forêts tropicales humides endémiques du nord de Madagascar et de l’île de la Réunion ;
  - Polyscias aemiliguineae (sorte de lierre, endémique des forêts hygrophiles du sud-ouest et sud-est de l’île de la Réunion avec une localité isolée au nord de l’île
  - Poupartia borbonica (sorte de  pistachier endémique de la forêt semi-sèche de l’île Maurice et de l’île de la Réunion).

Faune
- Helix ceratina (France métropolitaine) : escargot endémique très menacé, vivant au sud-est d’Ajaccio en Corse
- Lantzia carinata (Réunion) : lymnées endémique des cascades d’altitude de l’île de la Réunion (1 000 à 1 300 m)
- Leptodactylus fallax (Guadeloupe) : ou « crapaud de la Dominique » leptodactylidé forestier vivant près des cours d’eau permanent à forte pente

Espèces issues de la priorisation nationale (7)
- Oiseaux
  - Ganga cata et alouette calandre : espèces rares en France, ne se reproduisant presque qu’en plaine de Crau
  - Pies grièches (pie-grièche à poitrine rose, pie-grièche méridionale, pie-grièche grise et pie-grièche à tête rousse)
- Amphibien
  - Bombina variegata (sonneur à ventre jaune, vivant actuellement dans le centre, le nord-est et l’est de la France)
- Reptile
  - Émyde lépreuse : tortue vivant dans les eaux stagnantes ou lentiques de quelques départements du sud de la France
- Flore
  - Saxifraga hirculus : herbacée des tourbières du Jura
  - Eryngium viviparum : herbacée des prairies humides temporaires du littoral du Morbihan
  - Aster des Pyrénées (décision en 2008 de reporter à 2009)

Espèce ayant fait déjà l’objet d’un plan de restauration et nécessitant un second plan (1)
- vautour moine